# 비공식 IPA 기호
비공식 IPA 기호는 비공식적인 음성 기록 체계다.
| 기호      | 이름                                | 실제 음성                                    | 공식 IPA 기호   | 비고                                                             |
| --------- | ----------------------------------- | -------------------------------------------- | --------------- | ---------------------------------------------------------------- |
| ?         | 물음표                              | 성문 파열음                                  | [ʔ]             |                                                                  |
| ƍ         | 뒤집힌 델타                         | 양순음화 유성 치조음화 치경 마찰음           | [ðʷ, zʷ]        |                                                                  |
| σ         | 소문자 시그마                       | 양순음화 무성 치조음화 치경 마찰음           | [θʷ, sʷ]        |                                                                  |
| ƺ         | 꼬리 달린 ʒ                         | 양순음화 유성 후치경 마찰음                  | [ʒʷ]            |                                                                  |
| ƪ         | 감긴 뒤집힌 ʃ                       | 양순음화 무성 후치경 마찰음                  | [ʃʷ]            |                                                                  |
| ƻ         | 줄을 그은 2                         | 유성 치경 파찰음                             | [d͡z]            | 1976년 폐기됨                                                    |
| ƾ         | t의 윗부분과 s의 아랫부분의 합자    | 무성 치경 파찰음                             | [t͡s]            | 1976년 폐기됨                                                    |
| ƞ         | 오른쪽이 긴 n                       | 음절 n                                       | [n̩]             | 1976년 폐기됨                                                    |
| ƫ         | 왼쪽에 갈고리가 있는 t              | 경구개화 t                                   | [tʲ]            | 1989년 폐기됨                                                    |
| ʓ         | 감긴 ʒ                              | 경구개화 유성 치경 마찰음                    | [ʒʲ] 또는 [ʑ]   | 1989년 폐기됨                                                    |
| ʆ         | 감긴 ʃ                              | 경구개화 무성 치경 마찰음                    | [ʃʲ] 또는 [ɕ]   | 1989년 폐기됨                                                    |
| λ         | 람다                                | 유성 치경 설측 파찰음                        | [d͡ɮ]            |                                                                  |
| ƛ         | 줄을 그은 람다                      | 무성 치경 설측 파찰음                        | [t͡ɬ]            |                                                                  |
| ł         | 줄은 그은 l                         | 무성 치경 설측 마찰음                        | [ɬ]             |                                                                  |
| š č ž     | ˇ이 불은 s, c, z                    | 후치경음                                     | [ʃ], [t͡ʃ], [ʒ]  |                                                                  |
| ǰ, ǧ, ǯ   | ˇ이 붙은 j, g, ʒ                    | 유성 후치경 파찰음                           | [d͡ʒ]            |                                                                  |
| ẋ         | 점 찍은 x                           | 무성 구개수 마찰음                           | [χ]             |                                                                  |
|           | 조그만 감마                         | 후설 비원순 중고모음                         | [ɤ]             | 1989년에 사용이 거부됨                                           |
| ᵻ / ᵿ     | 줄을 그은 작은 대문자 I / 입실론    | 중설 비원순 / 원순 근고모음                  | [ɨ̞ / ʉ̞]         |                                                                  |
| Ǝ         | 뒤집힌 작은 대문자 E                | 근후설 비원순 근고모음                       | [ɯ̽]             |                                                                  |
| ʚ         | 닫힌 엡실론                         | 중설 원순 근저모음                           | [ɞ]             | 실수해서 생긴 기호                                               |
| ɷ         | 닫힌 오메가                         | 근후설 근고모음                              | [ʊ]             | 1989년에 사용이 거부됨                                           |
| ı         | 점이 없는 i                         | 근전설 비원순 근고모음                       | [ɪ]             | 실수해서 생긴 기호                                               |
| ȹ ȸ       |                                     | 무성 and 유성 순치 파열음                    | [p̪ b̪]           |                                                                  |
| ∅         | '비어 있음' 기호 또는 공집합 기호   | 없음                                         |                 | 음가가 없음을 나타냄. 한글의 ㅇ(이응)을 나타내기 위해 생긴 기호. |
| ƥ ƭ ƈ ƙ ʠ | 위에 갈고리가 있는 p, t, c, k, q    | 무성 내파음                                  | [ɓ̥ ɗ̥ ʄ̊ ɠ̊ ʛ̊]     | 1993년 폐기됨                                                    |
| ʇ         | 뒤집힌 T                            | 치 흡착음                                    | [ǀ]             | 1989년에 공식 기호를 대신함                                      |
| ʗ         | 늘어진 C                            | 치경 흡착음                                  | [ǃ]             | 1989년에 공식 기호를 대신함                                      |
| ʖ         | 뒤집힌 ʔ                            | 치경 설측 흡착음                             | [ǁ]             | 1989년에 공식 기호를 대신함                                      |
| ʞ         | 뒤집힌 K                            | 연구개 흡착음                                |                 | 불가능한 발음이어서 1970년 폐기됨                                |
| ɩ         | 소문자 요타                         | 근전설 비원순 근고모음                       | [ɪ]             | 1989년에 사용이 거부됨                                           |
| ɼ         | 긴 r                                | 치경 마찰 전동음                             | [r̝]             | 1989년 폐기됨                                                    |
| g         | 꼬리가 말린 g                       | 유성 연구개 파열음                           | [ɡ]             |                                                                  |
| ȣ         | 오우(ou)                            | 후설 비원순 중고모음 또는 유성 연구개 마찰음 | [ɤ] 또는 [ɣ]    | 실수해서 생긴 기호                                               |
| я         | 뒤집힌 ʀ 또는 키릴 문자 я           | 유성 후두개 전동음                           |                 |                                                                  |
| ɿ         | 뒤집힌 ɾ / 뒤집힌 요타              | 설첨음화 치경 비원순 모음                    | [z̩]             |                                                                  |
| ʅ         | 짧은 뒤집힌 ʃ (실제로는 꼬리달린 ɿ) | 설첨음화 권설 비원순 모음                    | [ʐ̩]             |                                                                  |
| ʮ         | 뒤집힌 낚싯바늘 달린 h              | 설첨음화 치경 원순 모음                      | [z̩ʷ]            |                                                                  |
| ʯ         | 뒤집힌 낚싯바늘과 꼬리가 달린 h     | 설첨음화 권설 원순 모음                      | [ʐ̩ʷ]            |                                                                  |
| ᴀ         | 작은 대문자 A                       | 중설 저모음                                  | [ä, a̱, ɑ̈, ɑ̞, ɐ̞] | 중국학자들이 사용함                                              |
| ᴇ         | 작은 대문자 E                       | 전설 비원순 중모음                           | [e̞] 또는 [ɛ̝]    |                                                                  |

## 같이 보기
- 국제 음성 기호(IPA)